# Импрешънс
„Импрешънс“ (на английски: The Impressions) са американска ритъм енд блус група, основана през 1958 година в Чикаго.
С композициите на Джери Бътлър и Къртис Мейфийлд тя се превръща във водещия представител на чикагския соул през 60-те години.